# Локалита Скункипани I
Локалита Скункипани I је насеље у Италији у округу Агриђенто, региону Сицилија.
Према процени из 2011. у насељу је живело 17 становника. Насеље се налази на надморској висини од 160 м.